# Liatongus venator
Liatongus venator är en skalbaggsart som beskrevs av Fabricius 1801. Liatongus venator ingår i släktet Liatongus och familjen bladhorningar. Inga underarter finns listade i Catalogue of Life.